# Höglunda och Frommestafallen
Höglunda och Frommestafallen var mellan 2005 och 2020 en av SCB avgränsad och namnsatt småort i Kumla kommun i Örebro län. Den omfattade bebyggelse i de två samhällena i Ekeby socken. Från 2015 ingick ett mindre område i Örebro kommun i småorten. Vid avgränsningen 2020 klassades bebyggelsen som en del av tätorten Ekeby. från 2023 räknas bebyggelsen som en del av tätorten Frommesta.